# Sis dies de Perth
Els Sis dies de Perth era una cursa de ciclisme en pista, de la modalitat de sis dies, que es corria a Perth (Austràlia). La seva primera edició data del 1961 i es va disputar fins al 1989, amb només cinc edicions.

## Palmarès
| Any     | Primers                         | Segons                               | Tercers                          |
| ------- | ------------------------------- | ------------------------------------ | -------------------------------- |
| 1961    | Peter Panton · Claus Stiefler   | John Green · John Young              | Bill Lawrie · Barry Waddell      |
| 1962    | Ronald Murray · Enzo Sacchi     | Warwick Dalton · Jens Sørensen       | Ron Grenda · Sidney Patterson    |
| 1963    | Ian Campbell · Barry Waddell    | Giuseppe Ogna · Laurie Tognolini     | Stan Baker · John Young          |
| 1964    | John Young · Sydney Patterson   | Leandro Faggin · Ferdinando Terruzzi | Ron Baensch · Jens Sørensen      |
| 1965-88 | No disputats                    |                                      |                                  |
| 1989    | Kim Eriksen · Michael Marcussen | Colin Barnes · Glenn Clarke          | Brett Dutton · Clayton Stevenson |